# 相良村立相良南中学校
相良村立相良南中学校（さがらそんりつ さがらみなみちゅうがっこう）は、かつて熊本県球磨郡相良村深水にあった公立の中学校。
2003年（平成15年）3月末をもって閉校し、「相良村立相良中学校」に統合された。なお、校地および校舎は新設の相良中学校に継承されている。

## 概要
歴史
1947年（昭和22年）の学制改革により、新制中学校として創立。2003年（平成5年）に閉校し、56年の歴史に幕を下ろした。
校訓・校章
校歌
歌詞は2番まであり、歌詞中に校名は登場しない。

## 沿革
- 1947年（昭和22年）- 学制改革が行われる（六・三制の実施）。
  - 4月1日 - 四浦国民学校の初等科は、新制小学校「川村立川村小学校」に改組・改称。
  - 4月 - 四浦国民学校の高等科は青年学校普通科とともに、新制中学校「川村立川村中学校」に改組・改称。小学校に併設される。
- 1951年（昭和26年）- 木造新校舎（8教室）が完成し、移転を完了。小学校との併設を解消。
- 1953年（昭和28年）- 校舎本館が完成。
- 1954年（昭和29年）- 運動場を整備。
- 1956年（昭和31年）9月1日 - 2村（川・四浦）合併により「相良村」が発足。「相良村立相良南中学校」（最終名）と改称。
- 1957年（昭和32年）- 校地を拡張。
- 1959年（昭和34年）- 体育館が完成。
- 1963年（昭和38年）度 - 生徒数が最多の558名を記録（ピーク）。
- 1964年（昭和39年）- 技術室および家庭科室が完成。
- 1965年（昭和40年）- 台風により講堂の屋根が大破。
- 1968年（昭和43年）- 完全給食を開始。
- 1969年（昭和44年）- テニスコートが完成。
- 1978年（昭和53年）- 体育館の改修を実施。
- 1980年（昭和55年）- 第一校舎を改修（塗装）。
- 1981年（昭和56年）- 第二校舎を改修（塗装）。
- 1984年（昭和59年）3月 - 新体育館が完成[1]。旧体育館を解体。
- 1985年（昭和60年）- 運動場を整備。
- 1986年（昭和61年）- 新校舎・武道場・運動場が完成。
- 1987年（昭和62年）- 教室・特別教室移転工事が完了。
- 1988年（昭和63年）- 技術室棟・特殊学級室が完成。特殊学級を開設。
- 1989年（平成元年）- パソコン室を設置。
- 1998年（平成10年）- 創立50周年記念誌「百年杉」を発行。
- 2002年（平成14年）- プールが完成。
- 1998年（平成10年）- 相良南中学校吹奏楽部が県吹奏楽コンクール初出場で最優秀賞を受賞[1]。
- 2003年（平成15年）
  - 3月31日 - 統合により閉校。56年の歴史に幕を下ろした。最終年度の在籍生徒数は168名。
  - 4月1日 - 相良村立中学校2校（相良北・相良南）が統合し、「相良村立相良中学校」が新設される。校地および校舎が相良中学校に継承された。

## 交通アクセス
最寄りの鉄道駅
- JR九州 肥薩線・えびの高原線 「人吉駅」
- くま川鉄道湯前線 「相良藩願成寺駅」・「川村駅」

最寄りのバス停留所
- 九州産交バス 「相良南小学校前」停留所

最寄りの幹線道路
- 国道445号
- 熊本県道324号小枝深水線

## 周辺
- 相良村役場・相良村総合体育館
- 相良村立相良南小学校
- 相良村ふるさと館（旧・四浦村役場庁舎）
- なつめ保育園
- 深水簡易郵便局
- 相良村運動公園
- 川辺川